# Соча (річка)
Соча (словен. Soča locally [ˈsoːtʃa], італ. Isonzo італійською: [iˈzontso]; інши назви: фріул. Lusinç; нім. Sontig; лат. Aesontius або Isontius) — річка, яка тече через західну Словенію (96 кілометрів) і північно-східну Італію (43 кілометри). Бере початок з карстового джерела на висоті 1100 м над рівнем моря. 

## Галерея

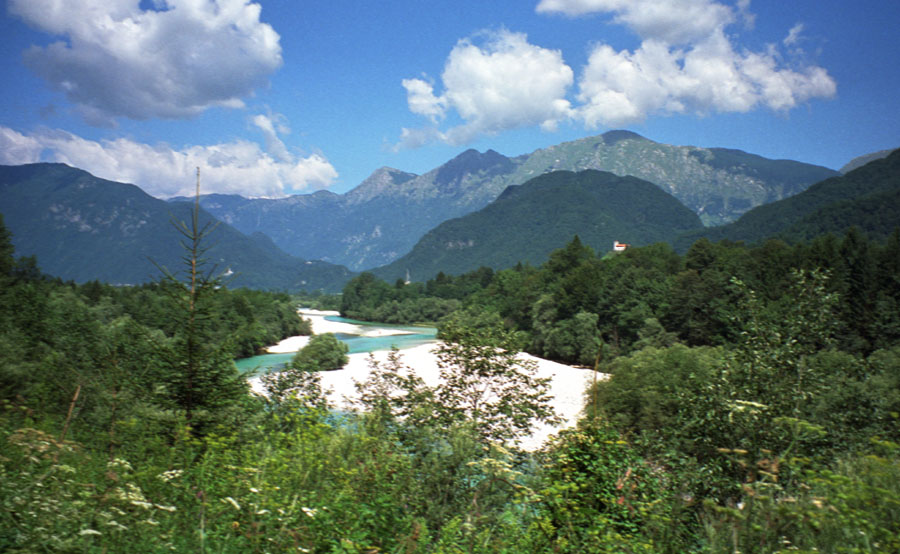
Соча біля містечка Кобарід
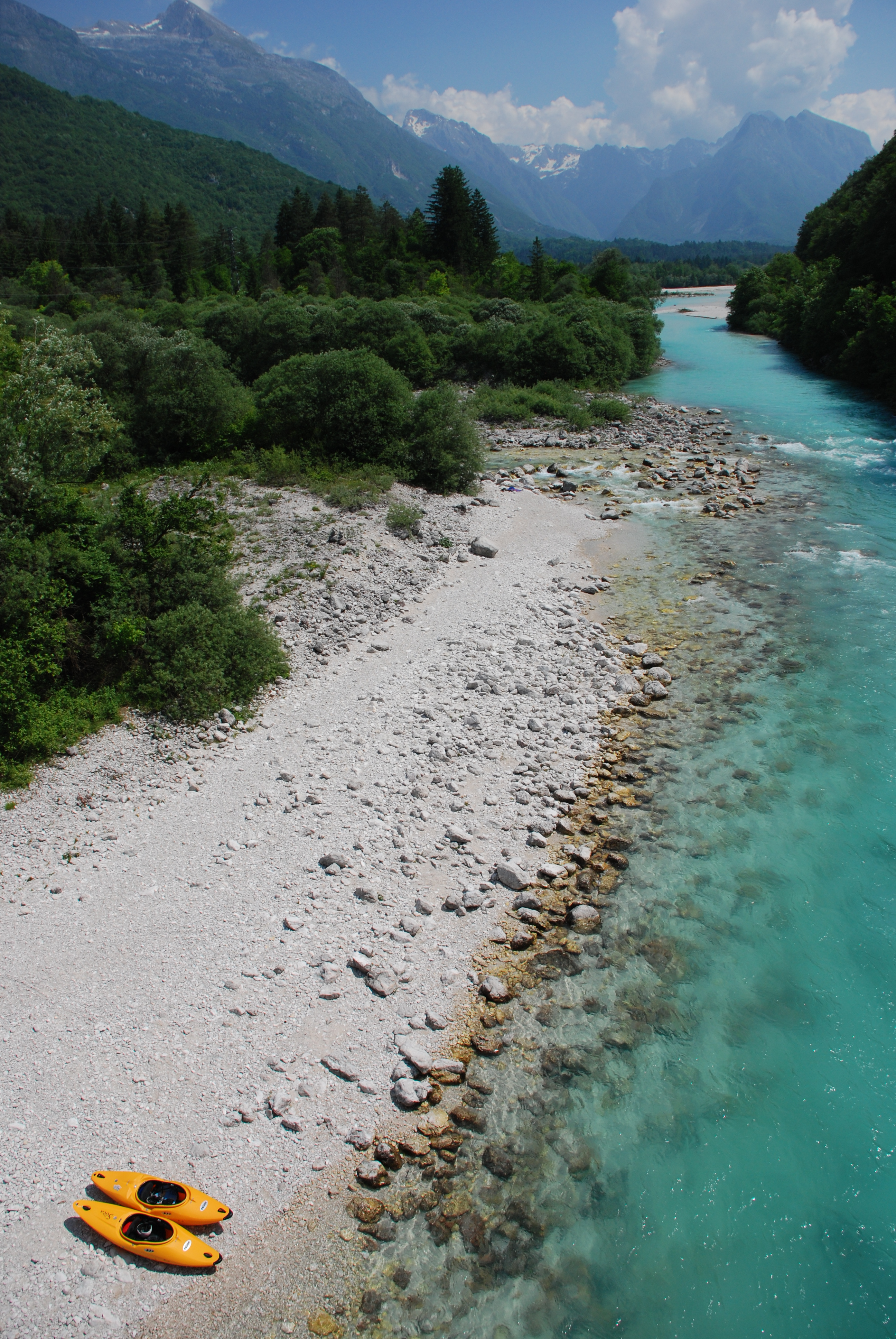
Байдарки на річці Соча біля м. Бовец
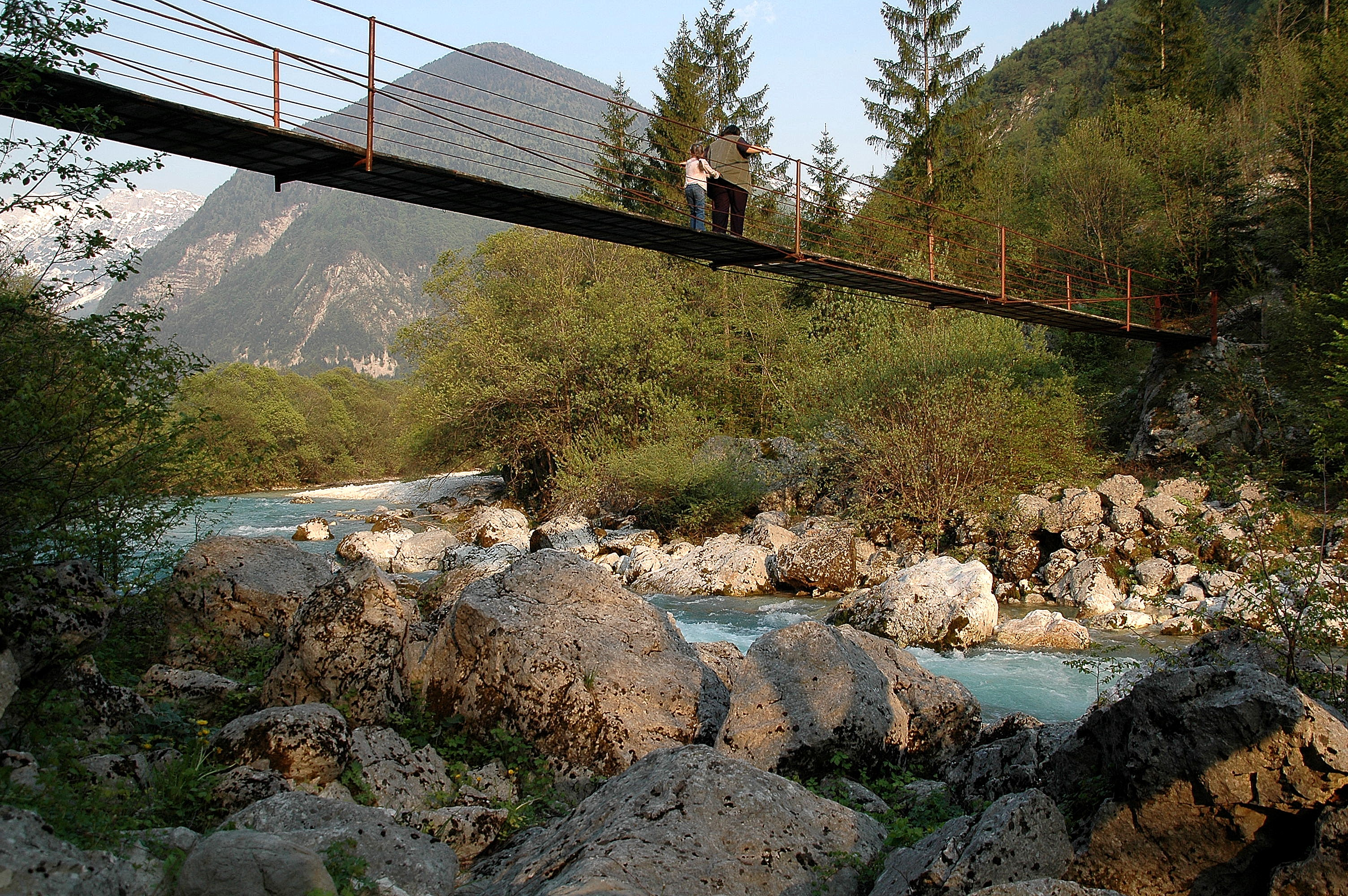
Підвісний міст через р. Соча в с. Сподня Трента
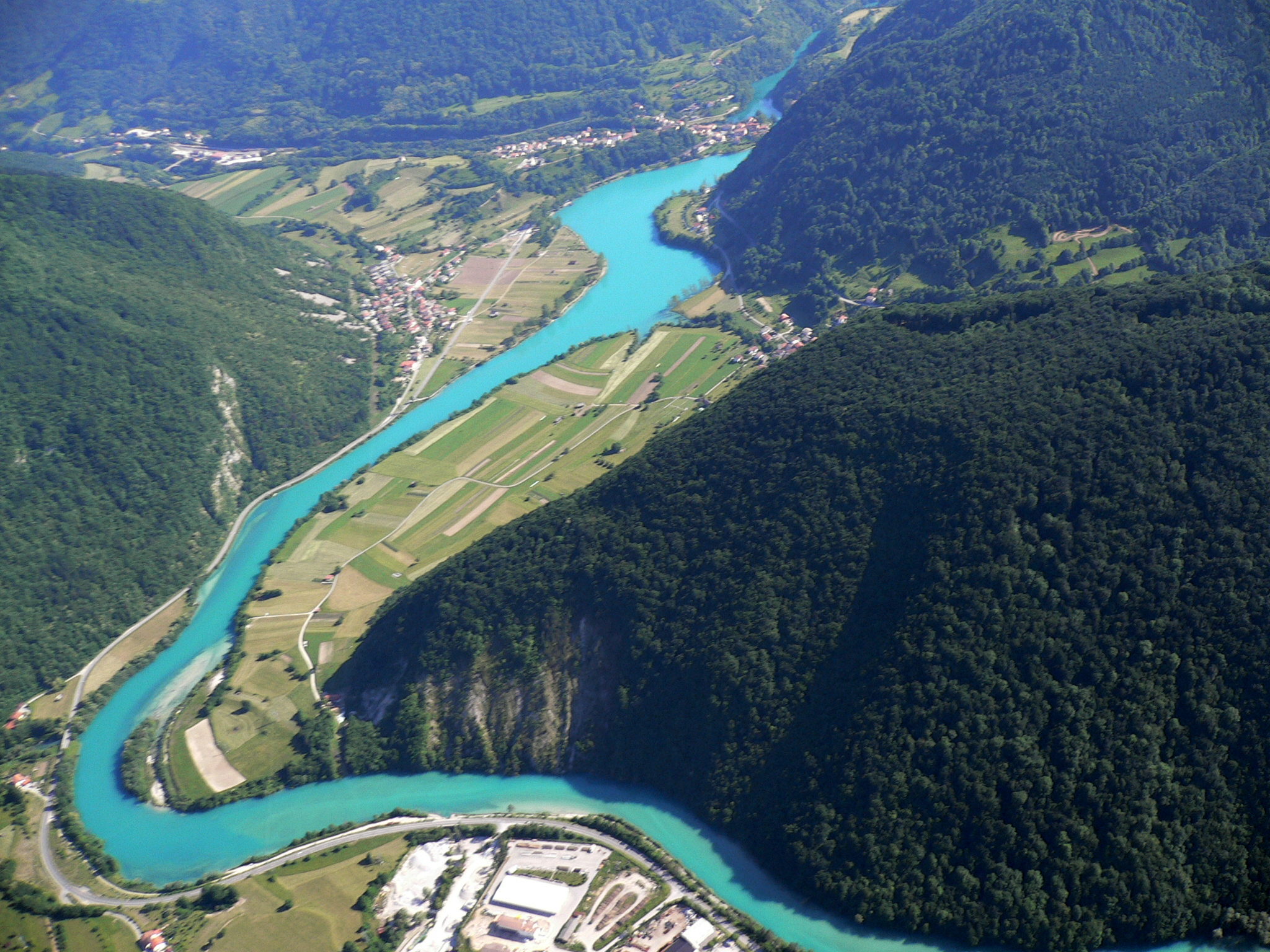
Вид з повітря між Модрейце і Мост на Сочі